# Vasili Babkin

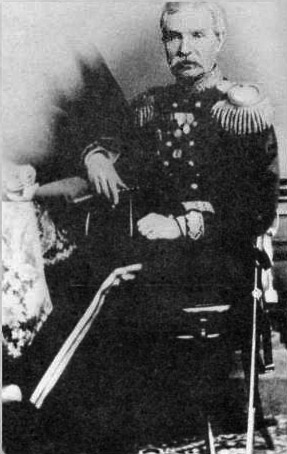
V. M. Babkin

Vasili Matvejevitsj Babkin (Russisch: Василий Матвеевич Бабкин) (nabij Sint-Petersburg, 27 december 1813 - Voronezj, 13 maart 1876) was een Russische marineofficier (luitenant-generaal) en hydrograaf, die de Tatarensont en de Baai van Peter de Grote onderzocht.
Babkin werd geboren in het gezin van een onderofficier. Op 16-jarige leeftijd werd hij naar het eerste van de stuurmansschool (Штурманский полуэкипаж; sjtoermanski poloe-ekipazj) gestuurd, die hij afrondde in 1831. Van 1830 tot 1835 voer hij mee op de brik Paris over de Middellandse en de Zwarte Zee. Op 6 december 1835 werd hij bevorderd tot vaandrig van het korps van vlootstuurmannen. In 1836 werd hij overgeplaatst naar de Baltische Vloot, waar hij op de brikken Palinoer en Priam de Oostzee bevoer en waar hij van 1840 tot 1853 hydrografische arbeid verrichtte als lid van de zuidelijke eenheid voor het exploreren en opmeten van de Oostzee, die toen onder leiding stond van kolonel B.V. Vrangel.
Tijdens de Krimoorlog voerde hij in 1853 het bevel over het transportschip Alaid, dat meehielp bij het afslaan van de aanval van een Brits-Frans eskader op Kronsjtadt. Op 27 maart 1855 werd hij bevorderd tot kapitein-ter-zee en op 19 maart 1856 tot luitenant-kolonel met een aanstelling als toezichthoudend stuurman in het Siberisch Flottielje in Nikolajevsk aan de Amoer. Daar werd hij directeur van de zeeschool, waar op dat moment ook de latere admiraal Stepan Makarov onderwijs volgde. Op 9 december 1857 werd hij aangesteld over de vuurtorens en loodsen van het Siberisch Flottielje.
In 1859 nam hij als chef-staf deel aan de zee-expeditie van Moeravjov-Amoerski. Op het stoomkorvet Amerika voer hij rond de kust van het zuiden van de kraj Oessoeri en verder naar China en Japan. Hij droeg de verantwoordelijkheid voor de eerste systematische vastlegging van de kusten van de Grote Oceaan en het opzetten van een bakendienst first aldaar. Op basis van zijn werk werd de eerste kaart gepubliceerd van het estuarium van de Amoer en ook een kaart van de kust van de Japanse Zee van de Tatarensont tot de Baai van Peter de Grote.
In 1860 maakte hij aan boord van de schoener Vostok een inventaris en kartering van de vastelandkust van de Japanse Zee van de Vladimirbaai tot de Amerikabaai. Van 1862 tot 1863 leidde hij vervolgens een expeditie op de klipper Razbojnik en de korvetten Novik en Kalevala naar de Baai van Peter de Grote vanaf de Nachodkabaai tot de monding van de Tumen en maakte tevens een zeebeschrijving van Kaap Lichatsjov tot de Strelokbaai, waarin de eilanden Poetjatina en Askold, Oostelijke Bosporus, de Keizerin Eugénie-archipel en van Kaap Brjoesa tot Kaap Gamova met nabijgelegen eilanden. Ook onderzocht hij het noordelijk deel van de Amoerbaai. Op basis van deze expeditie werden door het Ministerie van Zee de eerste Russische zeekaarten gemaakt van de noordwestelijke kust van de Japanse Zee (1863) en de Baai van Peter de Grote (1865), waarin baaien en golven met grote schaal waren ingetekend. Op 30 augustus 1864 werd hij voor zijn werk bevorderd tot de rang van kolonel. Op 1 januari 1870 werd hij vervolgens bevorderd tot generaal-majoor en op 6 januari 1875 tot luitenant-generaal. Bij zijn laatste bevordering werd hem na 40 jaar trouwe dienst eervol ontslag verleend. Hij stierf ruim een jaar later.
Naar hem zijn een baai op het eiland Roesski, een kaap in de Posjetbaai en een straat in Vostotsjny port vernoemd.